# Jacqueline Gallay
Pour les articles homonymes, voir Gallay.
Jacqueline Gallay, née le 19 mars 1905 à Sainte-Menehould (Marne) et morte 30 avril 1999 à Savennières (Maine-et-Loire), est une joueuse de tennis française du début du XXe siècle. 

## Biographie
Son père est Robert Gallay (secrétaire général et vice-président de la Fédération internationale de tennis), tandis que sa mère est Abeille Villard-Gallay (finaliste du championnat de France en 1909). Elle est aussi la nièce de la comtesse de Kermel (victorieuse de cette même compétition en 1907).
Elle épouse l'homme d'affaires Pierre Liotard-Vogt.

## Parcours en Grand Chelem (partiel)
Si l’expression « Grand Chelem » désigne classiquement les quatre tournois les plus importants de l’histoire du tennis, elle n'est utilisée pour la première fois qu'en 1933, et n'acquiert la plénitude de son sens que peu à peu à partir des années 1950.

### En simple dames
| Année | Championnat d'Australie | Championnat d'Australie | Internationaux de France | Internationaux de France | Wimbledon       | Wimbledon        | US National | US National |
| ----- | ----------------------- | ----------------------- | ------------------------ | ------------------------ | --------------- | ---------------- | ----------- | ----------- |
| 1927  | -                       | -                       | 1er tour (1/32)          | Hildegarde Turle         | -               | -                | -           | -           |
| 1928  | -                       | -                       | 1er tour (1/32)          | Cristobel Hardie         | 3e tour (1/16)  | Elizabeth Ryan   | -           | -           |
| 1929  | -                       | -                       | -                        | -                        | 2e tour (1/32)  | Winifred Beamish | -           | -           |
| 1930  | -                       | -                       | 1er tour (1/32)          | Anne Peitz               | 2e tour (1/32)  | Dorothy Round    | -           | -           |
| 1931  | -                       | -                       | 1er tour (1/32)          | Dorothy Andrus           | 1er tour (1/64) | Olga Webb        | -           | -           |
| 1932  | -                       | -                       | 1er tour (1/32)          | Dorothy Andrus           | -               | -                | -           | -           |
| 1933  | -                       | -                       | 1er tour (1/32)          | E. Riboli                | -               | -                | -           | -           |
| 1934  | -                       | -                       | 1er tour (1/32)          | Cilly Aussem             | -               | -                | -           | -           |
| 1935  | -                       | -                       | 1er tour (1/32)          | Vittoria Tonolli         | -               | -                | -           | -           |
| 1937  | -                       | -                       | 1er tour (1/32)          | Madzy Rollin             | -               | -                | -           | -           |

À droite du résultat, l’ultime adversaire.

### En double dames
| Année | Championnat d'Australasie Championnat d'Australie | Championnat d'Australasie Championnat d'Australie | Internationaux de France      | Internationaux de France   | Wimbledon                  | Wimbledon                 | US National | US National |
| ----- | ------------------------------------------------- | ------------------------------------------------- | ----------------------------- | -------------------------- | -------------------------- | ------------------------- | ----------- | ----------- |
| 1925  | -                                                 | -                                                 | 1er tour (1/8) V. Gallay      | E. Harvey M. McIlquham     | -                          | -                         | -           | -           |
| 1927  | -                                                 | -                                                 | 1er tour (1/16) S. Barbier    | G. Cousin G. Grasset       | -                          | -                         | -           | -           |
| 1928  | -                                                 | -                                                 | 1er tour (1/8) V. Gallay      | P. Anderson Helen Wills    | 2e tour (1/16) V. Gallay   | G.J. Gilder D. Monro      | -           | -           |
| 1929  | -                                                 | -                                                 | -                             | -                          | 2e tour (1/16) V. Gallay   | N. Radcliffe P. Radcliffe | -           | -           |
| 1930  | -                                                 | -                                                 | 1er tour (1/16) V. Gallay     | Helen Jacobs Josane Sigart | 1er tour (1/32) V. Gallay  | Elsie Pittman Joan Ridley | -           | -           |
| 1931  | -                                                 | -                                                 | 1er tour (1/16) P. Guillier   | Mary Heeley D. Shepherd    | 1er tour (1/32) V. Gallay  | Mrs. P. Freda Scott       | -           | -           |
| 1932  | -                                                 | -                                                 | 2e tour (1/8) V. Gallay       | E. Ryan Helen Wills        | -                          | -                         | -           | -           |
| 1933  | -                                                 | -                                                 | 1er tour (1/16) Y. des Landes | Cilly Aussem H. Sperling   | 2e tour (1/16) Goldschmidt | Elsie Pittman Joan Ridley | -           | -           |
| 1934  | -                                                 | -                                                 | 2e tour (1/8) Ucci Manzutto   | D. Andrus Sylvie Jung      | -                          | -                         | -           | -           |
| 1935  | -                                                 | -                                                 | 2e tour (1/8) Anna Luzzatti   | A. Neufeld C. Rosambert    | -                          | -                         | -           | -           |
| 1937  | -                                                 | -                                                 | 1er tour (1/16) Phyllis Xydis | Marie Luise Lilí Álvarez   | -                          | -                         | -           | -           |

Sous le résultat, la partenaire ; à droite, l’ultime équipe adverse.

### En double mixte
| Année | Championnat d'Australie | Championnat d'Australie | Internationaux de France   | Internationaux de France   | Wimbledon | Wimbledon | US National | US National |
| ----- | ----------------------- | ----------------------- | -------------------------- | -------------------------- | --------- | --------- | ----------- | ----------- |
| 1928  | -                       | -                       | 1er tour (1/16) R. Laurent | C. Bouman H. Timmer        | -         | -         | -           | -           |
| 1930  | -                       | -                       | 1er tour (1/32) C. Boussus | Aimée Cochet Alain Bernard | -         | -         | -           | -           |

Sous le résultat, le partenaire ; à droite, l’ultime équipe adverse.